# Gerard Edwards Smith
O reverendo Gerard Edwards Smith  (Camberwell, 1804 — Ockbrock, Derby, 21 de dezembro de 1881 foi um botânico britânico.

## Vida
Nascido em Camberwell, Surrey, ele foi o sexto filho de Henry Smith. Ingressou na Merchant Taylors' School em janeiro de 1814 e no St. John's College Oxford em 1822; formou-se em B.A. em 1829. Foi ordenado naquele ano e tornou-se vigário em Sellinge; depois em Stoughton, West Sussex e East Marden em 1833.

1. ↑  Oxford Dictionary of National Biography. [S.l.: s.n.]
2. ↑  «Alumni Oxonienses: the Members of the University of Oxford, 1715-1886/Smith, Gerard Edwards - Wikisource, the free online library». en.wikisource.org (em inglês). Consultado em 17 de agosto de 2024
3. ↑  «CCED: Persons Index». theclergydatabase.org.uk. Consultado em 17 de agosto de 2024